# GP2X Caanoo
Caanoo — портативная игровая консоль с открытым исходным кодом и операционной системой на базе Linux. Создатель Caanoo — GamePark Holdings (Южная Корея). Caanoo является последователем GP2X Wiz. Цена устройства составляет около 120 долларов США (на июль 2011).

## Технические характеристики
- SoC (Система на Чипе): MagicEyes Pollux VR3520F
- Процессор: ARM926EJ 533 МГц
- ОС: GNU/Linux based
- Графическое ядро: 3D аппаратное встроенное в ОС
- 3D производительность: 133М Треугольников/с и 1,33М полигонов/с
- Видеобуфер: 16 Мбайт ОЗУ зарезервировано под видео/текстуры
- ОЗУ: 128 Мбайт DDR SDRAM 133 МГц (пропускная способность памяти: 533 Мбайт/с)
- ПЗУ: отсутствует (зарезервировано 128 Мбайт для ОС)
- Подключение к компьютеру: USB 2.0
- USB хост: 1.1 стандартный сокет
- Поддержка SD / SDHC карт памяти (до 32 Гбайт)
- Трёхосевой G-Sensor/Мотор вибрации
- Дисплей: 3.5 дюйма LCD 320×240 пикселей (резистивный сенсорный)
- Аудиосистема: встроенные микрофон и стерео динамики
- Питание: 1850 мА·ч Литиевая Полимерная Батарея
- WiFi (USB адаптер в комплект не входит и заказывается отдельно. Поддерживаются некоторые адаптеры сторонних производителей, основанные на чипсетах Ralink RT2870/3070 )
- Вес: 136 г
- Цвета: чёрный/белый